# Istočnofutunski jezik
Istočnofutunski jezik (futunski; ISO 639-3: fud), jezik futunske podskupine polinezijskih jezika kojim govori 3 600 u Wallisi i Futuni (1987) i 3 000 u Novoj Kaledoniji (1986).
Različit je od jezika futuna-aniwa ili zapadnofutunskog [fut] iz Vanuatua i istočnouvejskog (walliškog) s otočja Wallis. Govornici se služe i francuskim koji je službeni jezik.

## Vanjske poveznice
- Ethnologue (14th)
- Ethnologue (15th)